# پیروزی (فیلم ۱۹۶۹)
پیروزی (انگلیسی: Winning) فیلمی در ژانر درام به کارگردانی جیمز گلداستون است که در سال ۱۹۶۹ منتشر شد.

## بازیگران
- پل نیومن
- جوآن وودوارد
- کلو گولگر
- دن گرنی
- کارن آرتور
- ریچارد توماس
- رابرت واگنر